# Franz Bendel
Franz Bendel, född den  23 mars 1833 i Böhmen, död den 3 juli 1874, var en tysk pianist och kompositör.
Bendel utbildade sig först i Prag, sedan för Liszt, varefter han konserterade på flera ställen (i Stockholm 1856), och blev 1862 lärare vid Kullaks akademi i Berlin. 
Utom större verk skrev han främst briljanta salongskompositioner för piano. Som virtuos hörde han genom sin tekniska färdighet till samtidens främsta.